# Kanton Villa Puni
Der Kanton Villa Puni ist ein Verwaltungsbezirk im Departamento La Paz im südamerikanischen Anden-Staat Bolivien.

## Lage im Nahraum
Der Kanton (bolivianisch: Cantón) Villa Puni war bis zum Jahr 2009 einer von neun Kantonen des damaligen Landkreises (bolivianisch: Municipio) Puerto Acosta in der Provinz Eliodoro Camacho. Per Gesetz von 2009 wurde das Municipio Puerto Acosta in die drei selbstständigen Municipios Puerto Acosta, Escoma und Humanata aufgeteilt, so dass der Kanton Villa Puni heute einer von vier Kantonen des Municipio Escoma ist.
Der Kanton Villa Puni grenzt im Norden und Osten an den Kanton Escoma im Municipio Escoma, im Westen an den Kanton Puerto Parajachi im Municipio Puerto Acosta, und im Süden an den Titicacasee.
Der Kanton erstreckt sich zwischen etwa 15° 38' 30" und 15° 40' 30" südlicher Breite und 69° 10' und 69° 11' 15" westlicher Länge, er misst von Norden nach Süden vier Kilometer, von Westen nach Osten zwei Kilometer. Im südöstlichen Teil des Kantons liegt der zentrale Ort des Kantons, Villa Puni, mit 413 Einwohnern. (Volkszählung 2012)

## Geographie
Der Kanton Villa Puni liegt auf dem bolivianischen Altiplano zwischen dem Titicacasee im Westen und der Cordillera Muñecas im Osten. Das Klima der Region ist ein typisches Tageszeitenklima, bei dem die mittleren Temperaturschwankungen zwischen Tag und Nacht deutlicher ausfallen als zwischen den Jahreszeiten.
Die mittlere Durchschnittstemperatur der Region liegt bei 8 bis 9 °C, die Monatsdurchschnittswerte schwanken nur unwesentlich zwischen 5 und 6 °C im Juni/Juli und 10 °C im November/Dezember. Der mittlere Jahresniederschlag beträgt etwa 800 mm (siehe Klimadiagramm Escoma), die Monatswerte liegen in der ariden Zeit zwischen unter 20 mm von Juni bis August und einer Feuchtezeit von Dezember bis März mit Werten zwischen 120 und 165 mm.

## Bevölkerung
Die Einwohnerzahl in dem Kanton war in den vergangenen beiden Jahrzehnten leichten Schwankungen unterlegen:
| Jahr | Einwohner | Quelle       |
| ---- | --------- | ------------ |
| 1992 | 593       | Volkszählung |
| 2001 | 514       | Volkszählung |
| 2012 | 574       | Volkszählung |

## Gliederung
Der Kanton gliederte sich bei der letzten Volkszählung von 2012 in die folgenden beiden Unter- oder Subkantone (bolivianisch: vicecantones):
- 02-0405-0600-1 Vicecantón Gran Villa Puni – 1 Gemeinde – 161 Einwohner (2001: 185 Einwohner)
- 02-0405-0600-3 Vicecantón Villa Puni – 1 Gemeinde – 413 Einwohner (2001: 329 Einwohner)